# Epischnia agnieleae
Epischnia agnieleae is een vlinder uit de familie snuitmotten (Pyralidae). De wetenschappelijke naam is voor het eerst geldig gepubliceerd in 2003 door Leraut.
De soort komt voor in Europa.